# Gordon (esclave)
Pour les articles homonymes, voir Gordon.
Gordon ou Whipped Peter (en français : Pierre le fouetté) (fl. 1863) est un esclave Afro-Américain qui s'est échappé d'une plantation de Louisiane, en mars 1863, et a gagné sa liberté lorsqu'il a atteint le camp de l'Armée de l'Union, près de Baton Rouge aux États-Unis. Il devient le sujet de photographies révélant les importantes cicatrices de son dos, qui sont causées par les coups de fouet donnés par les esclavagistes. Les abolitionnistes ont distribué ces portraits carte-de-visite de Gordon, à travers les États-Unis et dans le monde entier, pour montrer les abus de l'esclavage.
En juillet 1863, ces images apparaissent dans un article, sur Gordon, publié dans le Harper's Weekly, le magazine le plus lu pendant la guerre de Sécession. Les images du dos flagellé de Gordon fournissent aux habitants du Nord, une preuve visuelle du traitement brutal des esclaves et inspirent de nombreux Noirs libres à s'enrôler dans l'armée de l'Union
. Gordon rejoint les troupes de couleur des États-Unis, peu après leur fondation et sert comme soldat pendant la guerre.

## Évasion
Gordon s'échappe, en mars 1863, de la plantation de 12 km2 (3 000 acres) de John et Bridget Lyons, qui le possédaient avec près de 40 autres esclaves, au moment du recensement de 1860,. La plantation des Lyon est située le long de la rive ouest de la rivière Atchafalaya, dans la paroisse de Saint-Landry, entre les villes actuelles de Melville et de Krotz Springs, en Louisiane.
Afin de masquer son odeur aux chiens limiers qui le poursuivent, Gordon prend des oignons de sa plantation, qu'il porte dans ses poches. Après avoir traversé chaque ruisseau ou marécage, il se frotte le corps avec les oignons afin de chasser son odeur. Il fuit sur plus de 64 km, en 10 jours, avant de rejoindre les soldats de l'Union du XIXe corps, stationnés à Baton Rouge.

## Arrivée au camp de l'Union
Pherson et son partenaire M. Oliver, qui étaient dans le camp à l'époque, réalisent des photos de Gordon, montrant les cicatrices couvrant son dos.
Au cours de l'examen, Gordon aurait déclaré :

« Dix jours après avoir quitté la plantation. Le contremaître Artayou Carrier m'a fouetté. J'ai eu mal au lit pendant deux mois à cause du fouet. Mon maître est venu après que j'ai été fouetté ; il a renvoyé le surveillant. Mon maître n'était pas présent. Je ne me souviens pas du fouet. J'ai eu des douleurs au lit pendant deux mois à cause du fouettage puis mes sens ont commencé à revenir - j'étais un peu fou. J'ai essayé de tirer sur tout le monde. C'est ce qu'ils ont dit, je ne savais pas. Je ne savais pas que j'avais essayé de tirer sur tout le monde ; ils me l'ont dit. J'ai brûlé tous mes vêtements ; mais je ne m'en souviens pas. Je n'ai jamais été comme ça (fou) avant. Je ne sais pas ce qui me fait devenir ainsi (fou). Mon maître est venu après que j'ai été fouetté ; il m'a vu dans mon lit ; il a renvoyé le surveillant. Ils m'ont dit que j'avais tenté le premier de tirer sur ma femme ; je n'ai tiré sur personne ; je n'ai fait de mal à personne. Mon maître est le capitaine JOHN LYON, planteur de coton, sur Atchafalaya, près de Washington, en Louisiane. Fouetté deux mois avant Noël,. »

## Service dans l'Armée de l'Union

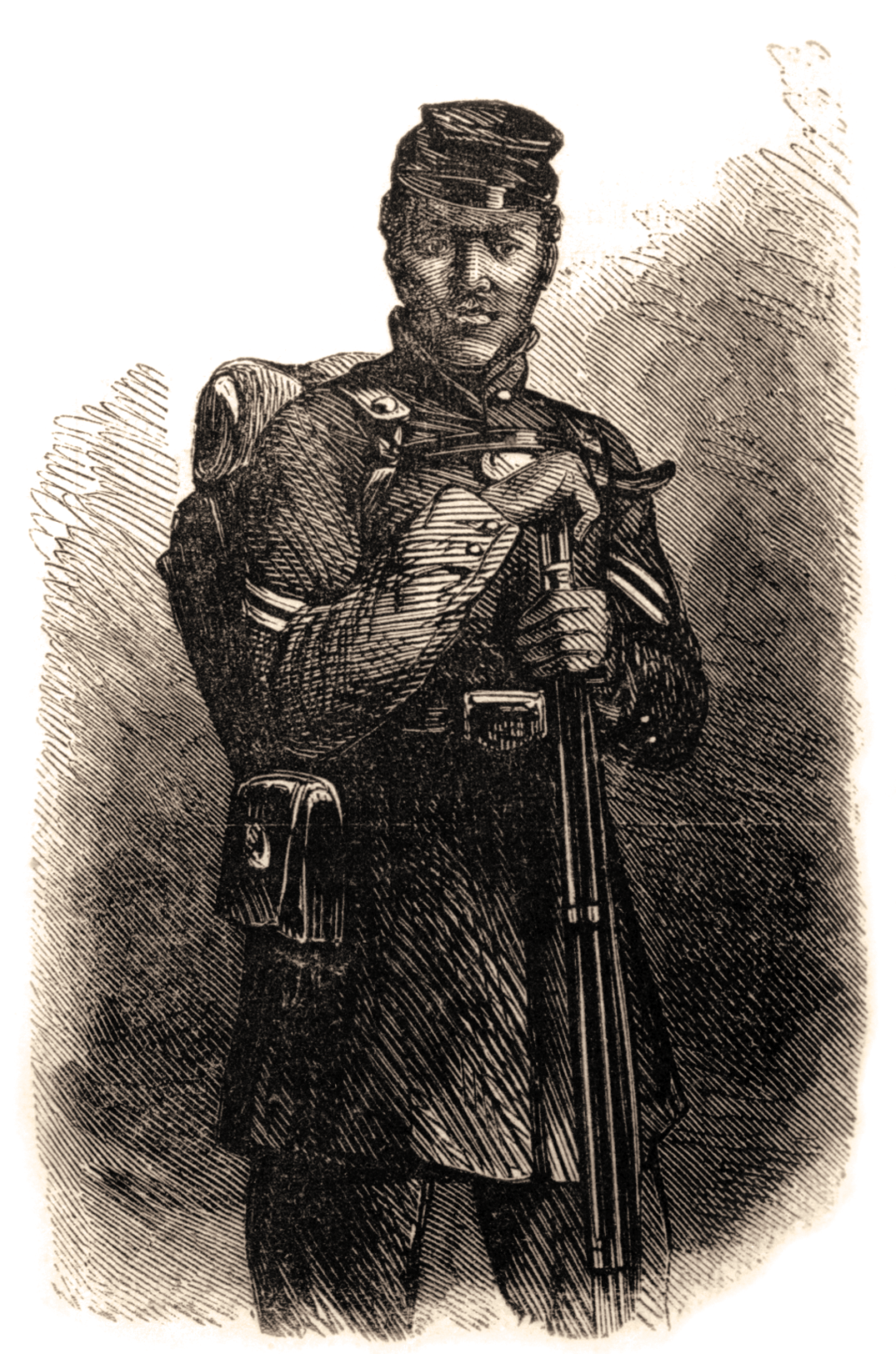
Gordon en uniforme de l'Armée de l'Union (4 juillet 1863).

Gordon rejoint l'Armée de l'Union, en tant que guide, trois mois après que la Proclamation d'émancipation ait permis l'enrôlement d'esclaves libérés, dans les forces militaires. Lors d'une expédition, il est fait prisonnier par les Confédérés. Ils l'attachent, le battent et le laissent pour mort. Il survit et s'échappe, une fois de plus, vers les lignes de l'Union.
Peu après, Gordon s'enrôle dans une unité de la guerre civile des troupes de couleur américaines. Il aurait combattu courageusement comme sergent dans le Corps d'Afrique, pendant le siège de Port Hudson, en mai 1863.  C'est la première fois que des soldats afro-américains jouent un rôle de premier plan dans un assaut.

## Postérité
En 2011, James Bennet, rédacteur en chef de The Atlantic, constate : « Une partie de l'incroyable puissance de cette image est, je pense, la dignité de cet homme. Il pose. Son expression est presque indifférente. Je trouve cela remarquable. Il dit essentiellement : "C'est un fait".,. »
J.W. Mercer, chirurgien adjoint du 47e régiment d'infanterie du Massachussetts (en), sous les ordres du colonel L.B. Marsh, déclare le 4 août 1863 : « J'ai constaté qu'un grand nombre des quatre cents contrebandiers que j'ai examinés étaient gravement lacérés comme le spécimen représenté sur la photographie ci-jointe. ».
Il nous est parvenu récemment, depuis Bâton Rouge, la photographie d'un ancien esclave - maintenant, grâce à l'armée de l'Union, un homme libre. Elle le représente en position assise, le corps robuste et nu jusqu'à la taille, la tête fine et le visage intelligent de profil, le bras gauche plié, reposant sur la hanche, et le dos nu exposé à la vue. Sur ce dos, horrible à contempler ! est un témoignage contre l'esclavage plus éloquent que n'importe quel mot. Cicatrisée, arrachée, ramassée en grandes arêtes, nouée, sillonnée, la pauvre chair torturée se distingue par un hideux témoignage du fouet de l'esclavagiste. Des mois se sont écoulés depuis que le martyre a été subi, et les blessures ont guéri, mais tant que la chair durera, cette terrible impression restera. C'est une image touchante, un appel si muet et si puissant que seuls des êtres endurcis peuvent la regarder sans émotion. Aussi nombreux que soient les hommes qui dépeignent de fausses images, le soleil ne ment pas. Il n'y a pas d'échappatoire à de telles preuves, et voir, c'est croire. C'est pourquoi de nombreuses personnes souhaitaient une copie de la photographie, et de nombreuses copies ont été prises à partir de l'original.

## Dans la culture populaire
- Dans le film Lincoln, de 2012, Tad, le fils d'Abraham Lincoln, regarde à la lueur d'une bougie, une plaque de verre représentant la photo de l'examen médical de Gordon[17].

- Emancipation, un film d'Antoine Fuqua basé sur la fuite de Gordon, incarné par Will Smith, connaît une sortie limitée dans quelques salles américaines le 2 décembre 2022 avant une diffusion mondiale sur Apple TV+ le 9 décembre.

## Galerie

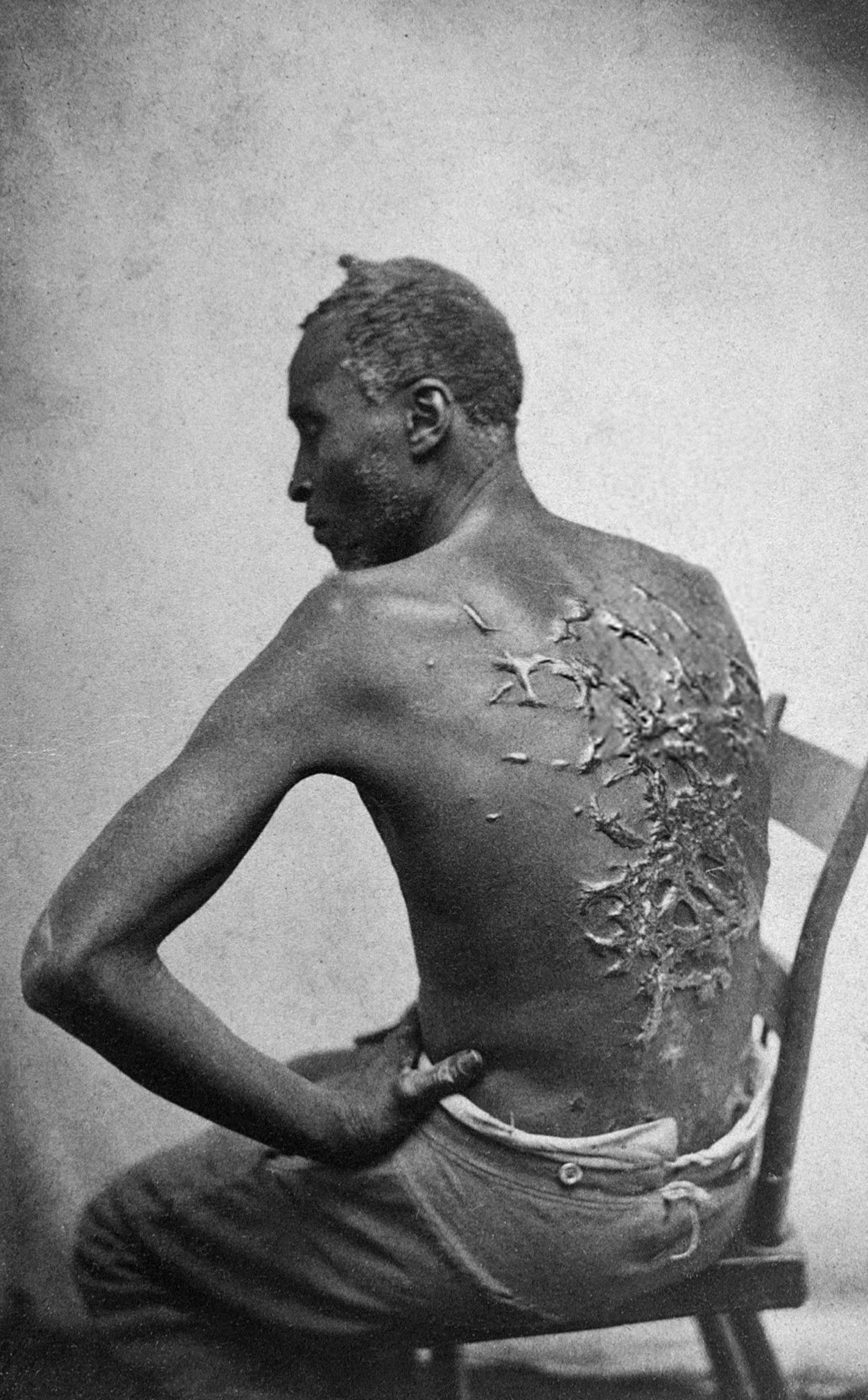
Photo du dos de Gordon
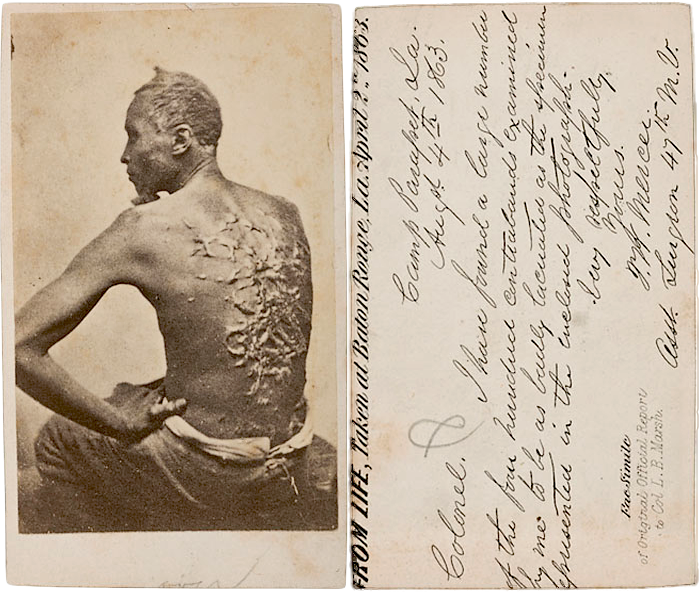
Carte-de-visite de Gordon.
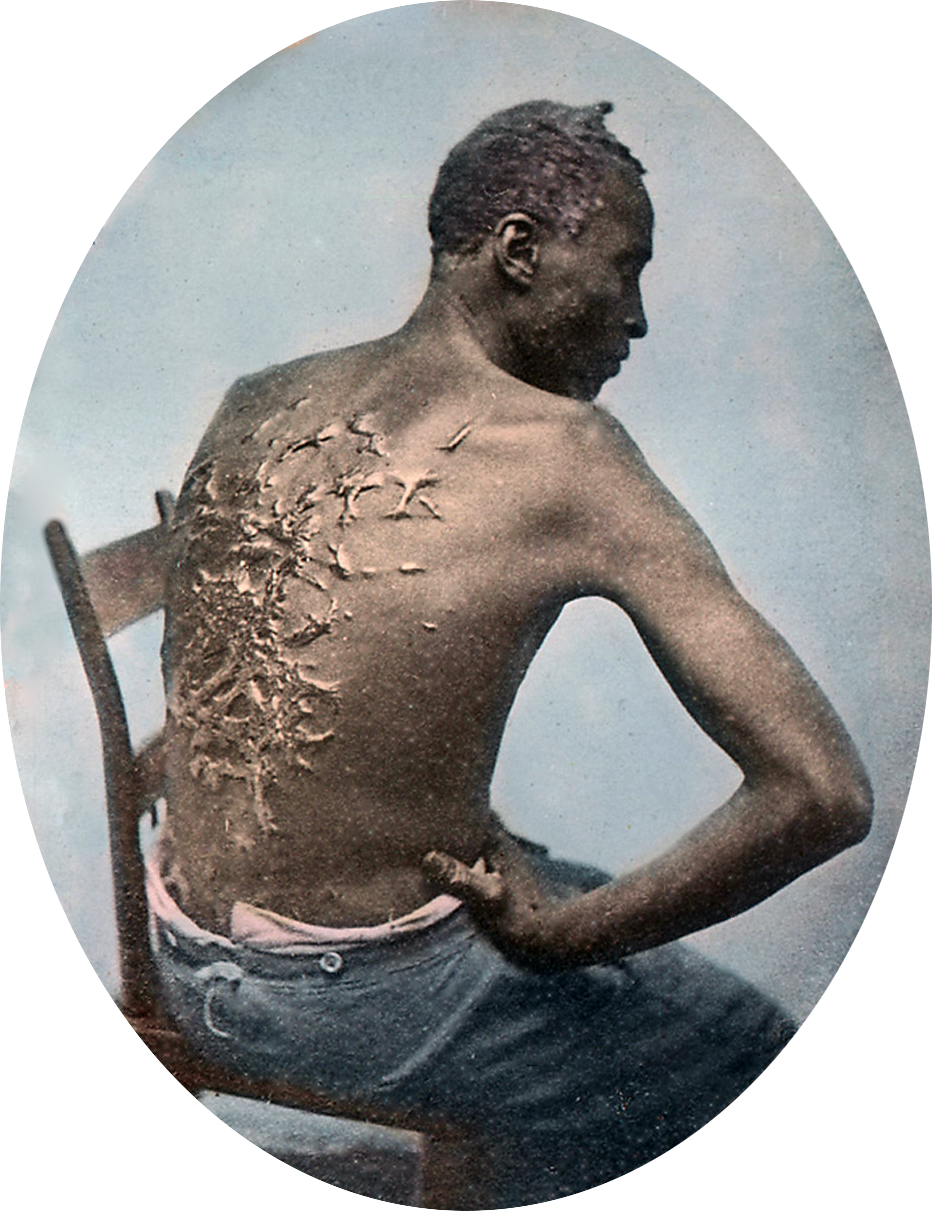
Photo colorée.
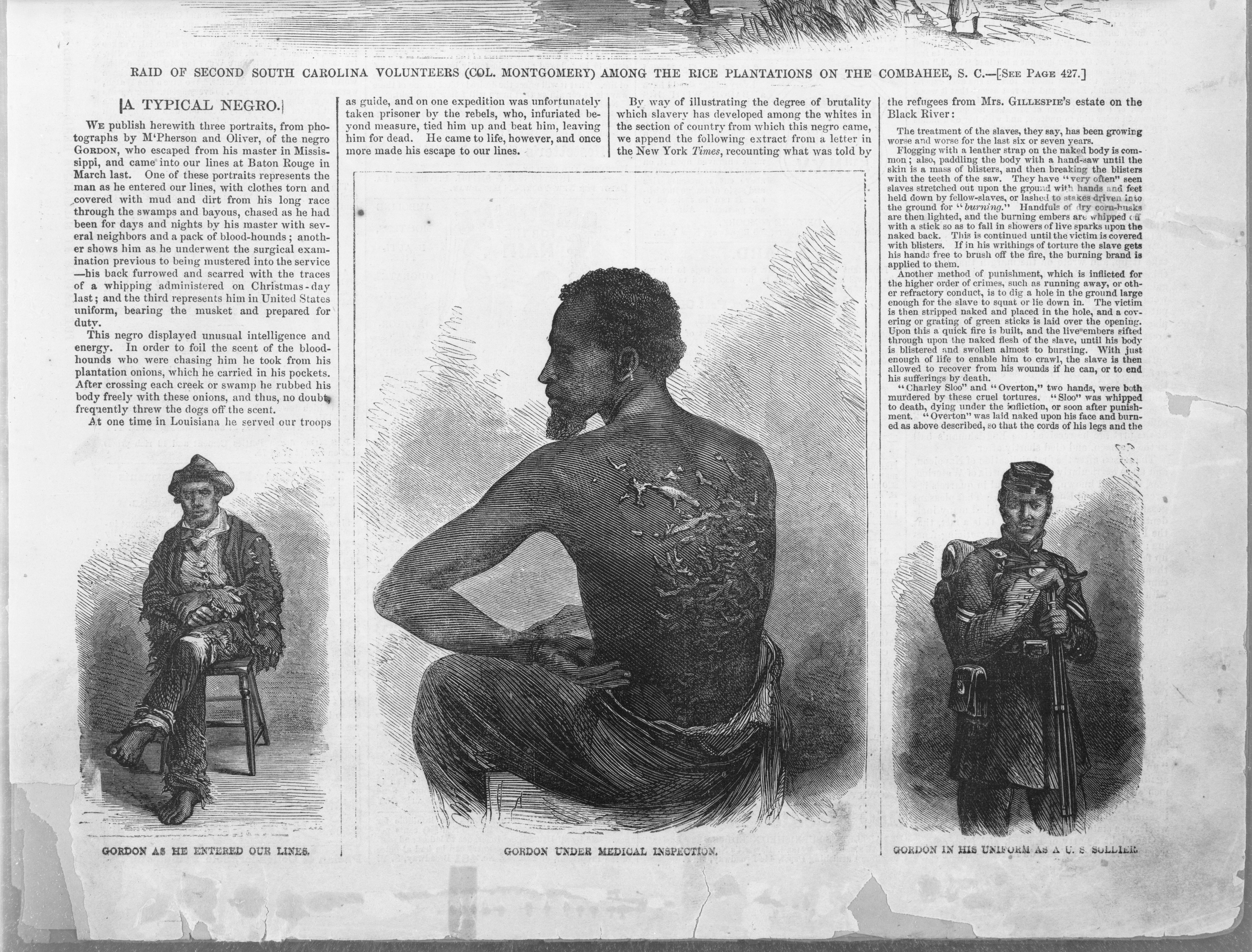
Article sur Gordon, publié dans le Harper's Weekly (4 juillet 1863).
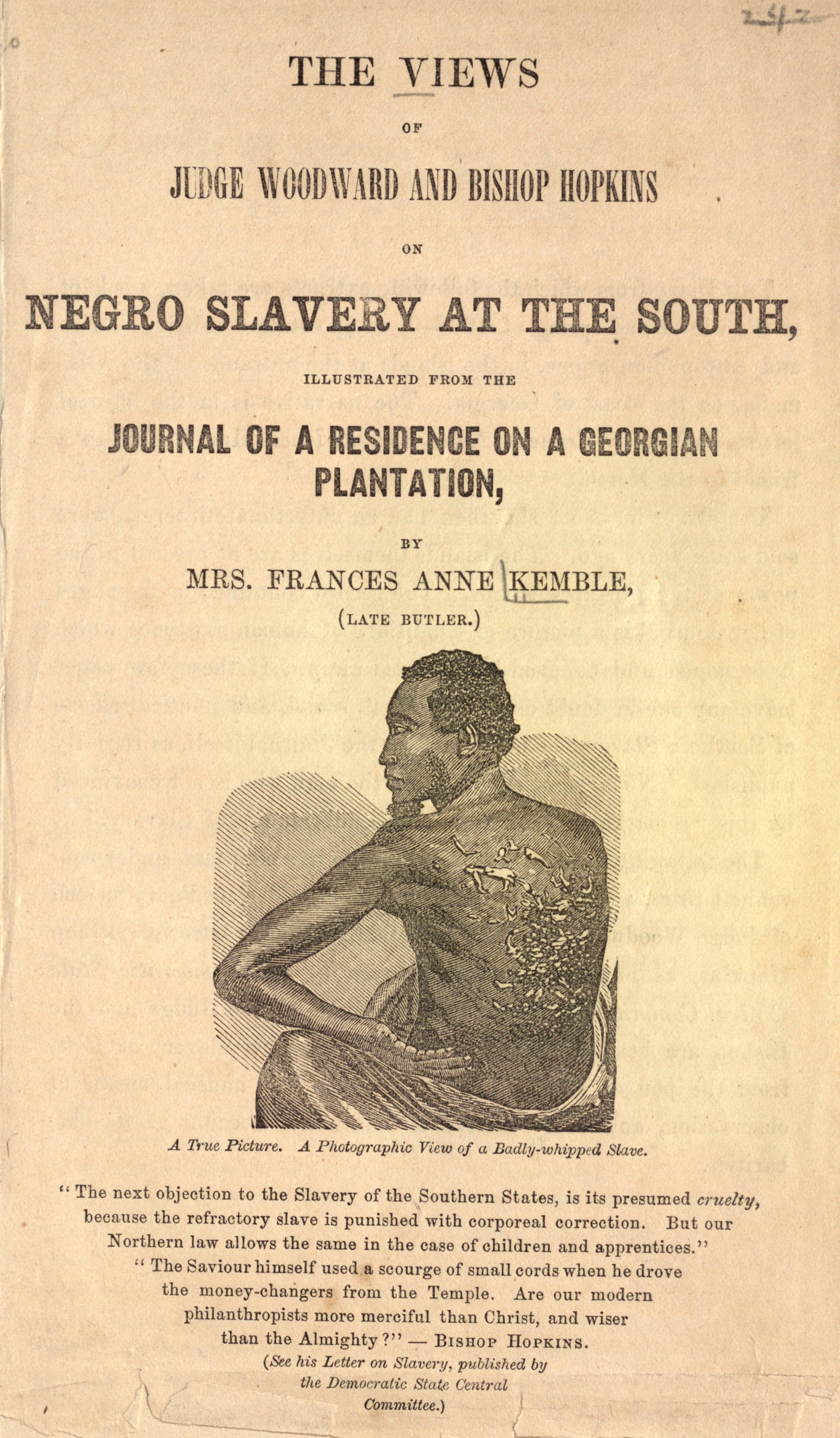
Couverture d'un livre sur l'esclavage.
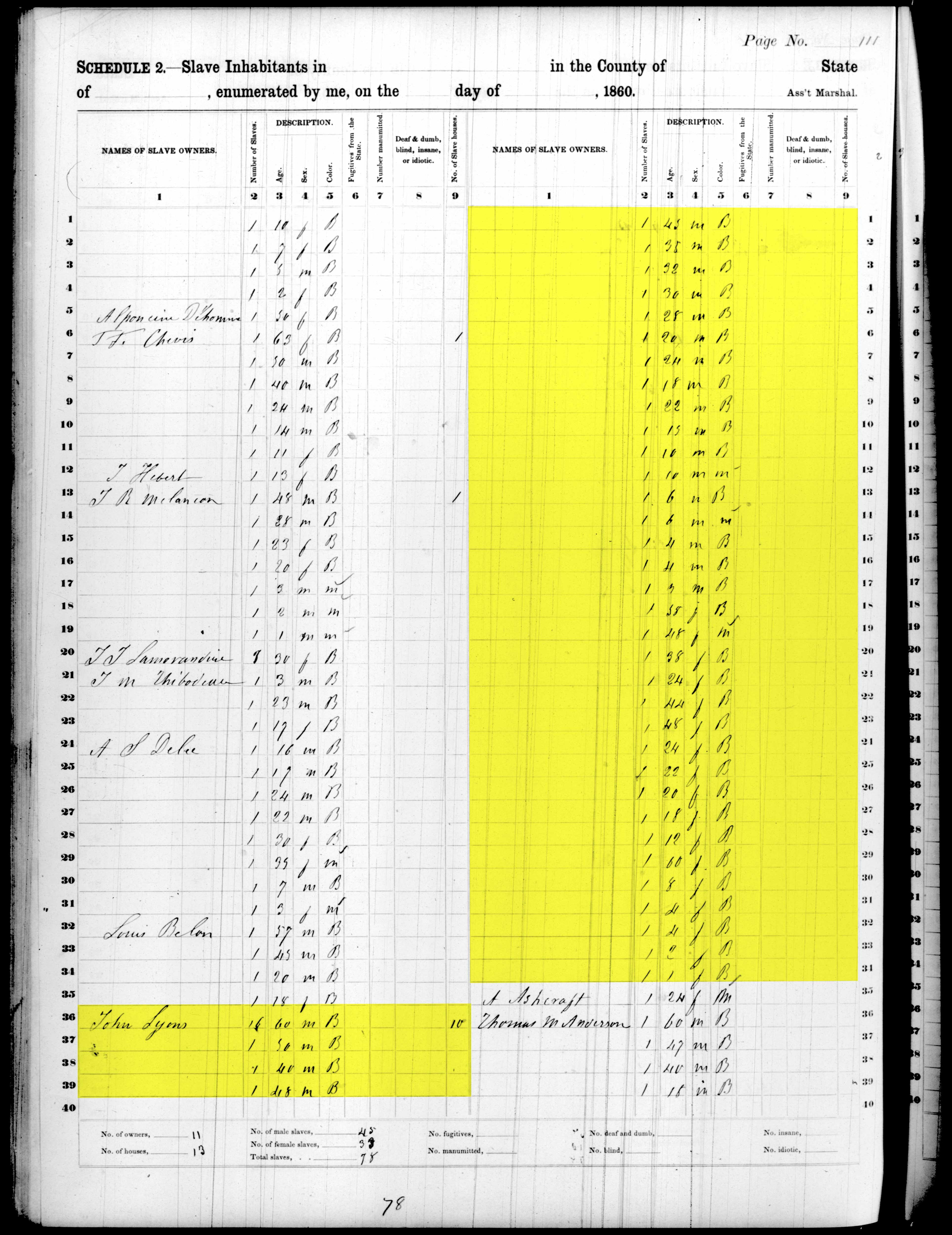
Recensement des esclaves de la propriété de John Lyons. Gordon est probablement l'un des esclaves masculins adultes répertoriés ici, par âge.

### Citations étrangères
1. ↑  « Ten days from to-day I left the plantation. Overseer Artayou Carrier whipped me. I was two months in bed sore from the whipping. My master come after I was whipped; he discharged the overseer. My master was not present. I don't remember the whipping. I was two months in bed sore from the whipping and my sense began to come—I was sort of crazy. I tried to shoot everybody. They said so, I did not know. I did not know that I had attempted to shoot everyone; they told me so. I burned up all my clothes; but I don't remember that. I never was this way (crazy) before. I don't know what make me come that way (crazy). My master come after I was whipped; saw me in bed; he discharged the overseer. They told me I attempted to shoot my wife the first one; I did not shoot any one; I did not harm any one. My master's Capt. JOHN LYON, cotton planter, on Atchafalya, near Washington, Louisiana. Whipped two months before Christmas ».
2. ↑  « Part of the incredible power of this image I think is the dignity of that man. He's posing. His expression is almost indifferent. I just find that remarkable. He's basically saying, 'This is a fact.' »
3. ↑  « I have found a large number of the four hundred contrabands examined by me to be badly lacerated as the specimen represented in the enclosed photograph. »
4. ↑  « I enclose a picture taken by an artist here, from life, of a Negro's back, exhibiting the scars from an old whipping. Few sensation writers ever depicted worse punishments than this man must have received, though nothing in his appearance indicates any unusual viciousness—but on the contrary, he seems INTELLIGENT and WELL-BEHAVED »
5. ↑  « There has lately come to us, from Baton Rouge, the photograph of a former slave—now, thanks to the Union army, a freeman. It represents him in a sitting posture, his stalwart body bared to the waist, his fine head and intelligent face in profile, his left arm bent, resting upon his hip, and his naked back exposed to full view. Upon that back, horrible to contemplate! is a testimony against slavery more eloquent than any words. Scarred, gouged, gathered in great ridges, knotted, furrowed, the poor tortured flesh stands out a hideous record of the slave-driver's lash. Months have elapsed since the martyrdom was undergone, and the wounds have healed, but as long as the flesh lasts will this fearful impress remain. It is a touching picture, an appeal so mute and powerful that none but hardened natures can look upon it unmoved. However much men may depict false images, the sun will not lie. From such evidence as this there is no escape, and to see is to believe. Many, therefore, desired a copy of the photograph, and from the original numerous copies have been taken. »
6. ↑  « I send you the picture of a slave as he appears after a whipping. I have seen, during the period I have been inspecting men for my own and other regiments, hundreds of such sights—so they are not new to me; but it may be new to you. If you know of any one who talks about the humane manner in which the slaves are treated, please show them this picture. It is a lecture in itself. »
7. ↑  « We received from Baton Rouge the photographic likeness of a slave's naked back, lacerated by the whip ... We look on the picture with amazement that cannot find words for utterance. Amazement at the cruelty which could perpetrate such an outrage as this; at the brutal folly, the stupid ignorance, that could permit such a piece of infatuation; at the absence not only of humane feeling, but of economical prudence of common sense, of ordinary intelligence, displayed in such frantic thoughtlessness. Among what sort of people are such things possible? ... This card-photograph should be multiplied by the hundred thousand, and scattered over the states. It tells the story in a way that even Mrs. Stowe cannot approach; because it tells the story to the eye. If seeing is believing—and it is in the immense majority of cases—seeing this card would be equivalent to believing things of the slave states which Northern men and women would move heaven and earth to abolish! »

### Articles
- (en) « The Scourged Slave's Back », The Liberator,‎ 4 septembre 1863, p. 3 (lire en ligne, consulté le 25 juin 2020). .
- (en) « A Typical Negro », Harper's Weekly,‎ 4 juillet 1863 (lire en ligne, consulté le 25 juin 2020). .
- (en) David Silkenat, « A Typical Negro - Gordon, Peter, Vincent Coyler, and the Story Behind Slavery's Most Famous Photograph », American Nineteenth Century History, vol. 15, no 2,‎ 8 août 2014, p. 169-186 (DOI 10.1080/14664658.2014.939807, lire en ligne [PDF], consulté le 27 juin 2020).
- (en) « The Whipping Scars On The Back of The Fugitive Slave Named Gordon », usslave.blogspot.com,‎ 13 octobre 2011 (lire en ligne, consulté le 27 juin 2020).
- (en) Mike Fleming, « Antoine Fuqua & Will Smith Runaway Slave Thriller ‘Emancipation’ To Be Introduced At Virtual Cannes Market; Based On Indelible ‘Scourged Back’ Photo », Deadline,‎ 15 juin 2020 (lire en ligne, consulté le 28 juin 2020). .
- (en) Joan Paulson Gage, « A Slave Named Gordon », The New York Times,‎ 30 septembre 2009 (lire en ligne, consulté le 27 juin 2020).
- (en) Joan Paulson Gage, « Icons of Cruelty », The New York Times,‎ 5 août 2013 (lire en ligne, consulté le 27 juin 2020).
- (en) « The Realities of Slavery », New-York Daily Tribune,‎ 3 décembre 1863, p. 4 (lire en ligne, consulté le 27 juin 2020).
- (en) « A Picture for the Times », The Liberator,‎ 3 juillet 1863, p. 3 (lire en ligne, consulté le 28 juin 2020). .
- (en) Michele Norris, « 'The Atlantic' Remembers Its Civil War Stories », NPR,‎ 5 décembre 2011 (lire en ligne, consulté le 29 juin 2020). .
- (en) Theodore Tilton, « The Scourged Back », The Independent (New York), vol. XV, no 756,‎ 28 mai 1863, p. 4 (lire en ligne, consulté le 1er juillet 2020). .